# Quo vadis? (film 2001)
Quo vadis? è un film del 2001 diretto da Jerzy Kawalerowicz, tratto dall'omonimo romanzo di Henryk Sienkiewicz.
Il film non è stato distribuito in Italia. Il programma Ulisse - Il piacere della scoperta ha utilizzato scene di questo film nel montaggio di un documentario (scegliendo quindi di non usare scene tratte dal film più famoso del 1951), perché il film è quello più fedele al romanzo.

## Trama
Il film racconta l'amore di un ricco patrizio, Vinicio, per una ragazza cristiana, figlia del re dei Lici, Licia, e della persecuzione dei cristiani da parte dell'imperatore romano Nerone. Inizialmente Licia rifugge dall'amore di Vinicio portandolo alla decisione di rapirla e costringerla a sposarlo. Quando però si reca insieme a un mercenario nel quartiere dei cristiani affronta il potente Ursus, sotto la cui protezione viveva Licia. Nel combattimento il suo aiutante muore e lui, ferito, viene preso in cura da parte di coloro che prima voleva uccidere. Colpito dalla bontà, generosità e dall'assenza d'invidia dei cristiani, decide di cambiare vita.

## Altre versioni
- Quo vadis?, film diretto da Lucien Nonguet e Ferdinand Zecca (1901)
- Quo vadis?, film diretto da Enrico Guazzoni (1913)
- Quo vadis?, film diretto da Gabriellino D'Annunzio e Georg Jacoby (1924)
- Quo vadis, film diretto da Mervyn LeRoy (1951)
- Quo vadis?, miniserie televisiva in 6 puntate diretta da Franco Rossi (1985)